# Myrcia carassana
Myrcia carassana é uma espécie de planta do gênero Myrcia e da família Myrtaceae.
Pertence a Myrcia sect. Reticulosae. Primeiramente reconhecida por A.F.M. Glaziou em 1908, mas nunca validamente publicada. Se distingue pelas folhas coriáceas, pequenas (7–15.7 × de 4.1 a 9.8 milímetros) e densamente cobertas por indumento tomentoso-avermelhado na face abaxial, e inflorescências reduzidas a botrioides ou dicásios, e lobos do cálice densamente pilosos na face interna, além das características diagnósticas da seção: nervação foliar saliente e reticulada em ambas as faces, flores com hipanto prolongado acima do ovário e glabro internamente, anel estaminal densamente piloso e ovário trilocular. Se assemelha a Myrcia venosissima Sobral & P.L.Viana, diferindo pelo indumento avermelhado (vs. esbranquiçado em M. venosissima), tricomas mais curtos (até 0.6 milímetros vs. 1 milímetros), pedúnculo da inflorescência 5.7 milímetros ou mais (vs. até 3 milímetros), botões florais obcônicos (vs. elipsoides) e lobos do cálice pilosos internamente (vs. glabros).

## Taxonomia
A espécie foi descrita em 2020 por Thiago Fernandes.

## Forma de vida
É uma espécie rupícola e arbustiva.

## Descrição
| Caule                                   | Caule                        |
| --------------------------------------- | ---------------------------- |
| crescimento                             | monopodial                   |
| tricoma tipo                            | simples                      |
| Folha                                   |                              |
| adaxial nervura-central                 | completamente proeminente    |
| folha formato                           | elíptica/ovada               |
| abaxial folha indumento                 | tomentoso                    |
| bráctea ou catafilo subtendida folha nó | caduco                       |
| Inflorescência                          |                              |
| inflorescência râmulo formato           | arredondada                  |
| bractéola subtendida flor               | linear                       |
| inflorescência caule por axilar broto   | 1                            |
| posição da inflorescência               | axilar                       |
| formato                                 | simples dicásio/botrióide    |
| Flor                                    |                              |
| teca da antera                          | igual                        |
| floral disco tricoma                    | estaminal anel/anéis somente |
| formato do hipanto                      | obcônico                     |
| hipanto indumento                       | tomentoso                    |
| fusão da sépala                         | completamente livre          |
| número de lóculos                       | 3                            |
| abertura do cálice                      | não rasgando                 |
| Fruto                                   |                              |
| cálice lobo em fruto                    | acrescente                   |
| formato do fruto                        | elipsoide ou cilíndrico      |

## Distribuição
A espécie é encontrada no estado brasileiro de Minas Gerais.
Em termos ecológicos, é encontrada no domínio fitogeográfico de Cerrado, em regiões com vegetação de campos rupestres.